# Cymindis miliaris

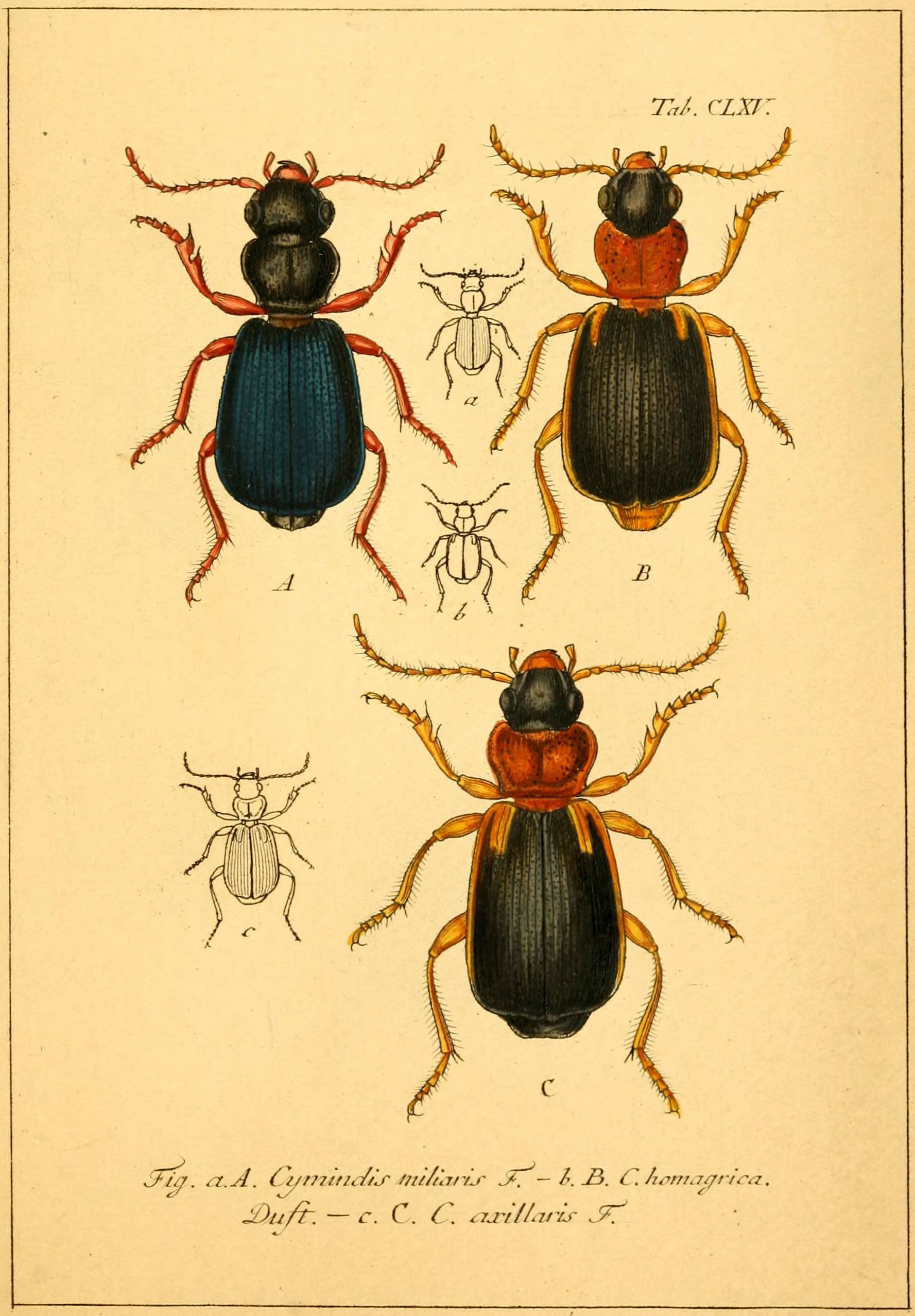
Cymindis axillaris y Cymindis miliaris

Cymindis miliaris es una especie de escarabajo de la familia Carabidae.

## Distribución geográfica
Se distribuyen por el paleártico: Europa y Asia Central.